# Хозці
Хозці (рос. Хозцы) — присілок в Козельському районі Калузької області Російської Федерації.
Населення становить 0 осіб. Входить до складу муніципального утворення Присілок Дешовки.

## Історія
Від 2004 року входить до складу муніципального утворення Присілок Дешовки.

## Населення
| 2002 | 2010 |
| ---- | ---- |
| 15   | ↘0   |